# Made in Heaven (série de televisão)
Made In Heaven é uma websérie de drama indiano de 2019 que estreou na Amazon Video em 8 de março de 2019. Produzida pela Excel Entertainment, a série é estrelada por Sobhita Dhulipala, Arjun Mathur, Kalki Koechlin, Jim Sarbh, Shashank Arora e Shivani Raghuvanshi.
Zoya Akhtar e Reema Kagti criaram o programa e o escreveram com Alankrita Shrivastava. Akhtar, Shrivastava, Nitya Mehra e Prashant Nair serviram como diretores para os nove episódios da primeira temporada. O trabalho na segunda temporada começou em abril de 2019.

## Elenco

### Principal
- Arjun Mathur como Karan Mehra
- Sobhita Dhulipala como Tara Khanna
- Kalki Koechlin como Faiza Naqvi
- Jim Sarbh como Adil Khanna
- Shashank Arora como Kabir Basrai
- Shivani Raghuvanshi como Jaspreet "Jazz" Kaur

### Recorrente
- Neel Madhav como Arjun Mehra[1][2]
- Vijay Raaz como Jauhari
- Zachary Coffin como Adam
- Natasha Singh como Shibani Bagchi
- Vinay Pathak como Ramesh Gupta
- Dalip Tahil como Kishore Khanna
- Yashaswini Dayama como Mitali Gupta
- Manini Mishra como Vimala Singh
- Ayesha Raza como Renu Gupta
- Suchitra Pillai como Mani Pandey
- Denzil Smith como Mr Swarup
- Saket Sharma como Karan jovem[3]
- Shalva Kinjawadekar como Nawab jovem
- Siddharth Bhardwaj como Inspetor Chauhan
- Ankur Rathee como Sam

### Convidados
- Deepti Naval como Gayatri Mathur[4]
- Rahul Vohra como Bijoy Chatterjee
- Purnendu Bhattacharya as Raghvendra Roshan[5]
- Neena Gupta como Veenu Roshan
- Pavail Gulati como Angad Roshan
- Aditi Joshi como Aliya Saxena
- Pulkit Samrat como Sarfaraz Khan
- Manjot Singh como Joginder Sethi
- Dalai as Harsimran Mann[6]
- Ravish Desai como Vishal Shrivastava
- Shweta Tripathi como Priyanka Mishra
- Preetika Chawla como Geetanjali Sinha
- Shishir Sharma como Mr. Sinha
- Dhairya Karwa como Samar Ranawat
- Rajnish Jaiswal como Jeet Gill
- Yaaneea Bharadwaj como Sukhmani Sadana
- Tanmay Dhamania como Nikhil Swarup
- Amrita Puri como Devyani Singh
- Maanvi Gagroo como Tarana Ali
- Vijay Gupta como Khalil Ansari
- Trisha Kale como Asma Ansari
- Anhad Singh como Utsav
- Rasika Dugal como Nutan Yadav
- Siddharth Menon como John Matthew
- Vikrant Massey como Nawab Khan
- Anjum Sharma como Vishal Singh